# Unknown Hinson
Unknown Hinson, pseudonimo di Stuart Daniel Baker (Albemarle, 7 novembre 1954), è un cantante e doppiatore statunitense.
È noto soprattutto per aver prestato la voce originale di Early Cuyler nella serie animata Squidbillies.

## Biografia
Baker è nato a Albemarle, in Carolina del Nord, dalla madre Miss Hinson.
È stato sposato con Margo Elizabeth Cogan Baker, sua manager e agente di prenotazione, deceduta nel 2013.

## Carriera
Inizialmente un insegnante di musica e musicista presso la sua città natale, Baker ha creato il suo alter ego Unknown Hinson per il programma ad accesso pubblico The Wild Wild South dell'area di Charlotte in Carolina del Nord, affiancato dal co-protagonista Don Swan sotto lo pseudonimo Rebel Helms. Il programma includeva sketch comici oltre a filmati di concerti. In seguito alla morte di Swan nel 1995, Baker ha creato lo spin-off The Unknown Hinson Show, per il quale ha vinto il sondaggio "Best Of" della rivista indipendente Creative Loafing Charlotte come miglior programma televisivo ad accesso pubblico per quattro anni consecutivi.
Hinson si è esibito con vari artisti rockabilly, country e psychobilly come The Reverend Horton Heat, Marty Stuart, Hank III e Ed King. Verso fine 2008, lavorando sotto il suo vero nome, Hinson è stato assunto per suonare il basso e la chitarra solista nella band di Billy Bob Thornton, The Boxmasters. Durante il concerto, Baker appare senza il suo guardaroba e trucco familiari, apparendo invece con un abito vintage anni '60, una camicia bianca e una cravatta nera. A novembre 2012 ha affermato di aver deciso di lasciare i tour dopo 17 anni di attività, citando come causa l'aumento dei costi e indicando i suoi piani nel trovare "qualcosa di nuovo da fare". Dopo la morte di sua moglie Margo Baker, Hinson riprese nuovamente a fare tournée.

## Discografia
- 1999 – The Future Is Unknown
- 2002 – Rock 'N' Rock Is Straight from Hell
- 2004 – Selections from the Future Is Unknown
- 2005 – 21 Chart Toppers
- 2006 – Target Practice
- 2008 – Live and Undead
- 2012 – Reloaded
- 2012 – The Squidbillies Present Music for Americans Only Made by Americans in China for Americans Only God Bless America, U.S.A.
- 2020 – Live and Undead II

## Filmografia

### Attore
- The Wild Wild South – serie TV (1992-1995)
- The Unknown Hinson Show – serie TV, 10 episodi (1995)
- Inside the Church of Satan – documentario (2010)
- Basically Frightened: The Musical Madness of Colonel Bruce Hampton – documentario (2012)

### Doppiatore
- Anime Talk Show – speciale televisivo (2004)
- Squidbillies – serie animata, 123 episodi (2005-2019)
- Carl's Stone Cold Lock of the Century of the Week – serie animata, 1 episodio (2010)